# Universidad Tecnológica Equinoccial
Die Universidad Tecnológica Equinoccial (UTE) ist eine private, aber staatlich bezuschusste Universität in Ecuador.
Die 1986 gegründete Universität hat ihren Hauptsitz am Campus Matriz Quito in Quito, daneben sind sie mit dem Campus Santo Domingo sowie Campus Salinas vertreten.

## Fakultäten
- Architektur, Kunst und Design, Restaurierung
- Wirtschaftswissenschaften
- Ingenieurwissenschaften
- Medizin
- Sozial- und Kommunikationswissenschaften
- Tourismus